# Atlas de Genética e Citogenética em Oncologia e Hematologia
O Atlas de Genética e Citogenética em Oncologia e Hematologia (tradução livre do inglês "Atlas of Genetics and Cytogenetics in Oncology and Haematology"), criado em 1997 por Jean-Loup Huret (com auxilio na bioinformática por Philippe Dessen) é uma coleção de informações sobre genes, anomalias cromossômicas, leucemias, tumores sólidos e doenças relacionadas ao câncer. O projeto é acessível via Internet e é composto de arquivos no estilo enciclopédico, além de visões tradicionais, links para sites e bancos de dados dedicados ao câncer e/ou genética, relatos de casos em hematologia. Também abrange itens de ensino em vários idiomas.
Começando pela citogenética nos anos 90, o Atlas agora combina diferentes tipos de conhecimento em um único site: genes e suas funções, biologia celular (ex: apoptose), dados patológicos, doenças e suas implicações clínicas, citogenética, mas também genética médica, com distúrbios hereditários associados a um risco aumentado de câncer. Isso fornece uma visão mais ampla e global da genética do câncer, enquanto esses dados geralmente são dispersos. Inclui uma grande iconografia de cerca de 35.000 imagens. Dan van Dyke disse "Este é um balcão único que unifica as informações genéticas do câncer", e Lidia Larizza disse que o Atlas era um "recurso interdisciplinar". Felix Mitelman disse: "Esta coleção sistemática de aberrações citogenéticas e genéticas (...) o resultado molecular (...) e as consequências clínicas (...) tornou-se um trabalho enciclopédico verdadeiramente monumental de grande importância"; Janet Rowley disse: "No futuro, sem dúvida, vou confiar no seu site, em vez de tentar me manter atualizada com a literatura sozinha".
O Atlas faz parte do projeto do genoma e participa de pesquisas sobre epidemiologia do câncer. O Atlas é acessado por: 1- pesquisadores em citogenética, biologia molecular, biologia celular; 2- clínicos, hematologistas, citogeneticistas, patologistas, dos hospitais universitários, e também de hospitais gerais, onde o Atlas é um dos raros recursos gratuitos. 3- Médicos residentes em hematologia ou oncologia também são mais receptivos ao Atlas que o consideram uma ferramenta de treinamento e educação; 4- Estudantes de medicina e ciências da vida.
Em 2017, contém artigos de revisão sobre 1.500 genes, 700 artigos sobre leucemias, 220 sobre tumores sólidos e 110 sobre doenças hereditárias com uma condição propensa ao câncer e 110 "Deep Insights" sobre assuntos relacionados, 40.000 links internos e 730.000 links externos. Isso representa 45.000 "páginas da web" (ou seja, cerca de 200.000 páginas impressas). Mais de 3.300 autores têm/estão contribuindo (1 130 norte-americanos, 400 franceses, 300 italianos, 200 japoneses, 180 espanhóis, 170 alemães, 160 ingleses, 140 chineses, 103 brasileiros etc.). Inclui uma iconografia de cerca de 35.000 imagens.
Em 2018, Jesús María Hernández Rivas (Salamanca, Espanha) e Paola Dal Cin (Boston, Massachusetts) se juntaram a Jean-Loup Huret como co-editores-chefes, e em abril de 2021 Alessandro Beghini (Milão, Itália) e João Agostinho Machado-Neto (São Paulo, Brasil) substitui Jean-Loup Huret. "Após 25 anos construindo o Atlas dia após dia, Jean-Loup Huret e Philippe Dessen irão descansar um pouco", como é dito no site.
O Atlas também é publicado como periódico científico pelo CNRS, e agora é referenciado por Scopus et Embase. O Atlas é apoiado financeiramente por sociedades científicas, instituições de caridade e doações individuais. Mais dados estão disponíveis no site da associação responsável pelo Atlas.